# Multiplan (Unternehmen)
Multiplan S.A. (Multiplan Empreendimentos Imobiliarios S.A.) ist ein brasilianisches Unternehmen, das seinen Sitz in Rio de Janeiro hat. Es ist hauptsächlich im Immobiliensektor tätig. Die Aktivitäten des Unternehmens sind in vier Geschäftsbereiche unterteilt: Vermietung, Immobilien, Projekte und Management. Der Geschäftsbereich Vermietung konzentriert sich auf das Leasing von Einkaufszentren und deren Parkplätze. Der Geschäftsbereich Immobilien umfasst den Verkauf von Immobilien wie Mehrfamilienhäusern, die in der Umgebung von Einkaufszentren errichtet wurden. Der Geschäftsbereich Projekte ist spezialisiert auf die Planung, Entwicklung und den Bau von Gewerbezentren zur Vermietung. Der Geschäftsbereich Management bietet in erster Linie Managementdienstleistungen für Ladenbesitzer an. Das Unternehmen unterhält und verwaltet zahlreiche Einkaufszentren in Brasilien, darunter BH Shopping, BarraShopping, RibeiraoShopping, MorumbiShopping, ParkShopping, Diamond Mall, Analia Franco Shopping, BarraShopping Sul, das New Yorker Stadtzentrum und Shopping Santa Ursula.
Es gibt mehr als 5.800 Geschäfte auf 833.045 m² und rund 190 Millionen Besuche pro Jahr.

## Geschichte
Die Geschichte beginnt mit dem Gründer und Hauptaktionär José Isaac Peres. 1963 gründete er den Immobilienentwickler und Förderer Veplan Imobiliária Ltda. Bereits 1971 war Veplan einer der größten Immobilienentwickler des Landes, als Peres seinen ersten Börsengang an der Rio de Janeiro Stock Exchange durchführte. Anschließend förderte es die Fusion von Veplan mit H. C. Cordeiro Guerra, was zu Veplan-Residência führte. Einer der Höhepunkte dieser Zeit war der Bau des 1973 gestarteten und 1975 eröffneten Einkaufszentrums Ibirapuera in São Paulo, Peres’ erster Erfahrung im Bereich Einkaufszentren. In diesem Jahr verkaufte er seine Beteiligung an Veplan-Residência an die Partner und gründete Multiplan.
1977 wurde die strategische Entscheidung getroffen, in das Einkaufszentrumsgeschäft einzusteigen. 1979 erfolgte die Einweihung des ersten Einkaufszentrums von Multiplan, BH Shopping in Belo Horizonte, das erste Einkaufszentrum des Bundesstaates.
In den 1980er- und 1990er-Jahren wurden zahlreiche Einkaufszentren in Brasilien gebaut. 1996 ging Multiplan eine Partnerschaft mit dem Goldman Sachs Emerging Market Real Estate Fund, L.P. ein.
2007 wurden die Aktien des Unternehmens an der brasilianischen Börse Bovespa gelistet.
2018 wurde mit ParkJacarepaguá das 20. Einkaufszentrum von Multiplan in Angriff genommen.